# Krakovszki Bence
Krakovszki Bence (Győr, 2002. július 9. –) magyar válogatott kézilabdázó, a MOL-Tatabánya KC játékosa.
Ikertestvére, Krakovszki Zsolt szintén válogatott kézilabdázó.

## Pályafutása

### Klubcsapatokban
A Győri FKKA-nál kezdett kézilabdázni, majd 15 éves korában a NEKA játékosa lett. 2019-től már a felnőttek között játszott, az NB I/B-s bajnokságban. 2021-ben megnyerték a másodosztályt. Első élvonalbeli szezonjában 79 gólt szerzett 25 mérkőzésen. 2023-ban a bajnoki bronzérmes MOL-Tatabánya KC igazolta le, amely csapattal 2024-ben bronzérmes lett. A tatabányaiakkal részt vett az Európa-liga csoportkörében, ahol a 2023–2024-es szezonban hat mérkőzésen szerzett 20 góljával csapata harmadik legeredményesebb játékosa volt.

### A válogatottban
Tagja volt a korosztályos válogatottaknak, legnagyobb sikerét a 2023-as junior világbajnokságon érte el, ahol ezüstérmes lett. A felnőttválogatottban 2023-ban kapott először lehetőséget. Első világversenye a 2025-ös világbajnokság volt.

## Sikerei, díjai
- Junior világbajnokságon ezüstérmes: 2023